# Secretario de Estado de los Estados Unidos
El secretario de Estado de los Estados Unidos (en inglés: United States Secretary of State) es un funcionario encargado de ejecutar toda la política exterior de los Estados Unidos como jefe del Departamento de Estado de los Estados Unidos. El titular del cargo es uno de los miembros de más alto rango del gabinete del presidente y ocupa el primer lugar en la línea de sucesión presidencial de los Estados Unidos entre los secretarios del gabinete.
Creado en 1789 con Thomas Jefferson como el primer ocupante del cargo, el secretario de Estado representa a los Estados Unidos ante países extranjeros y, por lo tanto, se considera análogo a un ministro de relaciones exteriores en otros países. El secretario de Estado es designado por el presidente de los Estados Unidos y, luego de una audiencia de confirmación ante el Comité de Relaciones Exteriores del Senado, es confirmado por el Senado de los Estados Unidos. El secretario de Estado, junto con el secretario del Tesoro, el secretario de Defensa y el fiscal general, generalmente se consideran los cuatro miembros más importantes del gabinete debido a la importancia de sus respectivos departamentos.
El secretario de Estado es un puesto de Nivel I en la Programación Ejecutiva y, por lo tanto, gana el salario prescrito para ese nivel (USD 221 400, a partir de enero de 2021). El actual secretario de Estado es Marco Rubio.

## Historia
El 10 de enero de 1781, el Segundo Congreso Continental creó el cargo de secretario de Relaciones Internacionales para ser el jefe del Departamento de Relaciones Internacionales. El 27 de julio de 1789, George Washington firmó una propuesta de ley del Congreso autorizando un Departamento de Relaciones Internacionales con un secretario de Relaciones Internacionales como jefe. Luego el Congreso aprobó otra ley agregando ciertas responsabilidades domésticas al nuevo departamento y cambiando su nombre a Departamento de Estado y el nombre de su jefe a secretario de Estado, y Washington aprobó esta ley el 15 de septiembre de 1789. Los nuevos deberes domésticos de este Departamento eran el recibir, publicar, distribuir y conservar las leyes de los Estados Unidos, custodiar el Gran Sello de los Estados Unidos, autentificar las copias y preparar las comisiones del poder ejecutivo señalara, y, finalmente, custodiar los libros, papeles y registros del Congreso Continental incluyendo la misma Constitución de los Estados Unidos y la Declaración de Independencia.

## Deberes y responsabilidades

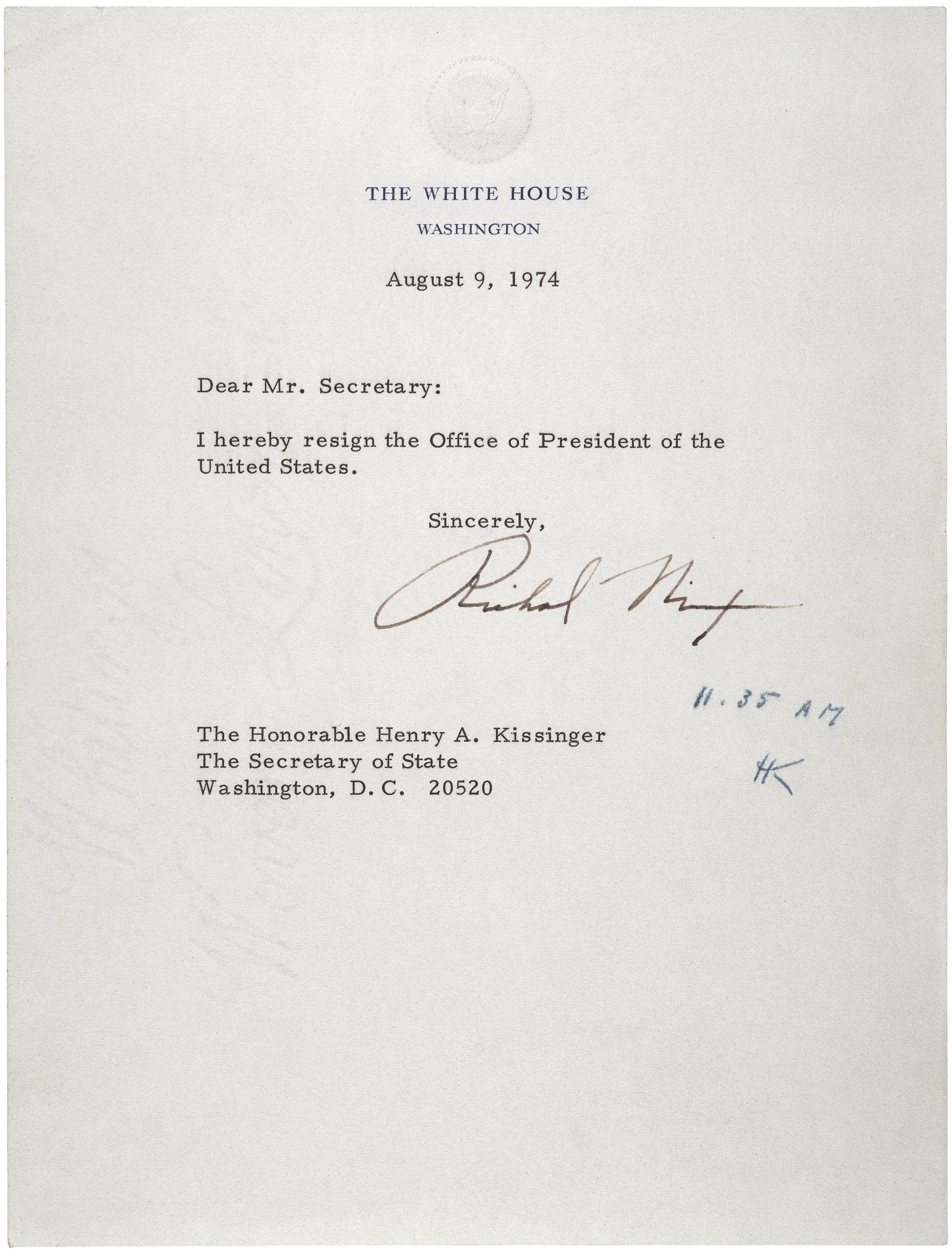
Ejemplo de una carta dirigida al Secretario de Estado de los Estados Unidos

Los deberes declarados del secretario de estado son supervisar el servicio exterior de los Estados Unidos y la política de inmigración y administrar el Departamento de Estado. El secretario también debe asesorar al presidente sobre asuntos exteriores de los Estados Unidos, como el nombramiento de diplomáticos y embajadores, informando al presidente sobre la destitución y revocación de estas personas.
El secretario de Estado puede realizar negociaciones, interpretar y rescindir tratados relacionados con la política exterior. El secretario también puede participar en conferencias, organizaciones y agencias internacionales como representante de los Estados Unidos. El secretario comunica asuntos relacionados con la política exterior de los Estados Unidos al Congreso y a los ciudadanos. El secretario también brinda servicios a los ciudadanos estadounidenses que viven o viajan al extranjero, como proporcionar credenciales en forma de pasaportes. Al hacer esto, el secretario también asegura la protección de los ciudadanos, sus propiedades e intereses en países extranjeros.
Los secretarios de Estado también tienen responsabilidades domésticas, encomendadas en 1789, cuando se creó el cargo por primera vez. Estos incluyen la protección y custodia del Gran Sello de los Estados Unidos, y la preparación de algunas proclamas presidenciales. En el proceso de extradición de fugitivos hacia o desde el país, el secretario sirve como canal de comunicación entre los gobiernos extranjeros, el gobierno federal y los estados.
La mayoría de las funciones internas del Departamento de Estado se transfirieron gradualmente a otras agencias a fines del siglo XIX como parte de varias reformas y reestructuraciones administrativas. Los que quedan incluyen el almacenamiento y uso del Gran Sello, el desempeño de funciones de protocolo para la Casa Blanca y la redacción de ciertas proclamas. El secretario también negocia con los estados sobre la extradición de fugitivos a países extranjeros. Según la ley federal, la renuncia de un presidente o de un vicepresidente es válida sólo si se declara por escrito, en un instrumento entregado en la oficina del secretario de estado. En consecuencia, las renuncias del presidente Richard Nixon y del vicepresidente Spiro Agnew fueron formalizadas en instrumentos entregados al entonces secretario de Estado Henry Kissinger.
Aunque históricamente han disminuido con el tiempo, el Congreso ocasionalmente puede aumentar las responsabilidades del secretario de estado. Uno de esos casos ocurrió en 2014, cuando el Congreso aprobó la Ley Sean y David Goldman de prevención y restitución internacional de menores, que ordenó que el Secretario de Estado tomara medidas para facilitar la restitución de niños sustraídos de naciones que son parte del Convenio de La Haya sobre los aspectos civiles de la sustracción internacional de menores.
Como miembro de más alto rango del gabinete, el secretario de estado es el tercer funcionario más alto de la rama ejecutiva del gobierno federal de los Estados Unidos, después del presidente y el vicepresidente, y es el cuarto en la línea de sucesión a la presidencia, después del vicepresidente, del presidente de la Cámara de Representantes y del presidente pro tempore del Senado.
Seis ex secretarios de Estado (Jefferson, Madison, Monroe, John Quincy Adams, Van Buren y Buchanan) han sido elegidos presidentes. Otros, incluidos Henry Clay, Daniel Webster, Lewis Cass, John C. Calhoun, John M. Clayton, William L. Marcy, William Seward, Edward Everett, Jeremiah S. Black, James Blaine, Elihu B. Washburne, Thomas F. Bayard, John Sherman, Walter Q. Gresham, William Jennings Bryan, Philander C. Knox, Charles Evans Hughes, Elihu Root, Cordell Hull, Edmund Muskie, Alexander Haig, John Kerry y Hillary Clinton también han hecho campaña como candidatos presidenciales, ya sea antes o después de su mandato como secretarios de Estado, pero finalmente no tuvieron éxito. Por lo tanto, se ha considerado que el puesto de secretario de Estado es un "premio consuelo" para los candidatos presidenciales fallidos.